# Idioma teda
El idioma teda, también conocido como tedaga, todaga, todga, tuda o tudaga, es una lengua Nilo-Sahariana hablada por los teda, un subgrupo septentrional del pueblo Toubou. Los teda residen principalmente en el sur de Libia, el norte de Chad y el este de Níger. Además, un pequeño número de hablantes de teda se encuentra en el noreste de Nigeria.
Esta lengua pertenece a la familia lingüística Nilo-Sahariana, que abarca una diversidad de lenguas habladas en varias regiones del continente africano, principalmente en la cuenca del Nilo y en áreas circundantes. El teda es un idioma significativo para la identidad cultural de los Toubou, ya que preserva sus tradiciones y conocimientos ancestrales. 
Junto con el dialecto meridional de Daza, más poblado, el dialecto septentrional de Teda constituye una de las dos variedades del Tebu. Sin embargo, Teda también se utiliza a veces para referirse al tebu en general.